# 百老匯26號
百老匯26號（26 Broadway），又稱標準石油大樓（Standard Oil Building），是紐約市的一座31層，高520-英尺-tall（160-）的大樓，位於曼哈頓金融區。2010年，百老匯16號是紐約市第197高的建築，美國第572高的建築。美國金融博物館和美國體育博物館曾位於百老匯26號之內。